# Andi (Vihula)
Pour les articles homonymes, voir Andi (homonymie).
Andi est un ancien village de la commune de Vihula du comté de Viru-Ouest en Estonie.
Au 31 décembre 2011, il n'a plus d'habitant.